# Holly Holy
"Holly Holy" is een nummer van Neil Diamond uit 1969.
Diamond schreef het nummer en nam het op met begeleiding van de American Sound Studio-huisband in Memphis. Het nummer werd op 13 oktober 1969 uitgebracht als opvolger van Diamonds wereldhit "Sweet Caroline". Het nummer bereikte de zesde plek in de Billboard Hot 100 en haalde ook de top 10 in Australië, Canada, Nieuw-Zeeland en Zuid-Afrika. In Europese landen wist het de hitlijst niet te halen.
"Holly Holy" werd opgenomen op Diamonds album Touching You, Touching Me uit november 1969. Liveversies zijn opgenomen op de albums Hot August Night (uit 1972) en Greatest Hits: 1966–1992 (uit 1992), en de studio-versie is ook op andere verzamelalbums terug te vinden.

## NPO Radio 2 Top 2000
| Nummer met noteringen in de NPO Radio 2 Top 2000 | '00  | '01-'05 | '06  | '07  |
| ------------------------------------------------ | ---- | ------- | ---- | ---- |
| Holly Holy                                       | 1667 | -       | 1839 | 1769 |

1. ↑  Een '-' betekent dat het nummer niet was genoteerd en een vetgedrukt getal geeft de hoogste notering aan.
2. ↑  2000 was het eerste jaar met een notering voor dit nummer.
3. ↑  Deze tabel is bijgewerkt tot en met de laatste editie (2024).